# رامفورد (دهانه)
رامفورد یک دهانه برخوردی در ماه‌ است.

## دهانه‌های اقماری
این دهانه ۶ دهانه اقماری دارد.
| Rumford | عرض جغرافیایی | طول جغرافیایی | قطر           |
| ------- | ------------- | ------------- | ------------- |
| A       | ۲۵.۲° S       | ۱۶۹.۲° W      | ۳۰.۰ کیلومتر  |
| C       | ۲۷.۴° S       | ۱۶۸.۱° W      | ۲۶.۰ کیلومتر  |
| B       | ۲۵.۲° S       | ۱۶۸.۱° W      | ۲۵.۰ کیلومتر  |
| F       | ۲۸.۹° S       | ۱۶۵.۳° W      | ۱۳.۰ کیلومتر  |
| Q       | ۳۰.۷° S       | ۱۷۱.۶° W      | ۲۹.۰ کیلومتر  |
| T       | ۲۸.۶° S       | ۱۷۲.۱° W      | ۱۰۸.۰ کیلومتر |